# 円浄順子
円浄 順子（えんじょう じゅんこ、1960年8月17日 - ）は、日本の元女優。のちに丹浄 順子（たんじょう じゅんこ）と改名。東京都出身。
2011年から映像コンテンツ権利処理機構に連絡のとれない権利者として掲載されている。

## 出演作

### 映画
- 無力の王（1981年、東映セントラルフィルム） - オカル 役
- 極道の妻たち（1986年、東映） - 川瀬秋子 役
- ウェルター（1987年、東宝） - 原田京子 役
- 極道の妻たちII（1987年、東映） - 藤森蓮子 役

### テレビドラマ
- 噂の刑事トミーとマツ（1980年、TBS）※円淨順子 名義
- 私はタフな女（1981年、日本テレビ）
- おてんば宇宙人（1981年、日本テレビ）
- 大江戸捜査網（1982年、テレビ東京）
- ザ・サスペンス「生きていた男」（1984年1月28日、TBS）
- 女ざかり（1984年、日本テレビ） - 中村良子 役
- 火曜サスペンス劇場「ロープ殺人事件」（1985年2月12日、日本テレビ）
- 真田太平記（1985年、NHK）
- ライスカレー（1986年、フジテレビ） - 伸子 役
- 男女7人夏物語（1986年、TBS）亜紀子役(良介の幼馴染)
- 花王 愛の劇場「氷紋」（1986年、TBS）
- 東芝日曜劇場 （TBS）
  - 第1491回「北の熱帯魚」（1985年8月4日）
  - 第1569回「指輪」（1987年2月1日）
- 熱くなるまでまって!（1987年、フジテレビ）
- ドラマ23「TOKYO愛情物語」（1987年10月、TBS）
- 年末ドラマスペシャル「結婚式」（1987年12月30日、TBS）
- ニュータウン仮分署（1988年、テレビ朝日） - 立花由美子 役
- 抱きしめたい! 第8話「この婚約は解消すべきだ」（1988年、フジテレビ） - 二宮修治の元カノ 役
- 木曜ゴールデンドラマ（読売テレビ）
  - 「一種、ハッピーエンド」（1988年7月7日）
  - 「晩鐘の季節」（1989年11月23日）
- 松本清張サスペンス 年下の男（1988年9月26日、フジテレビ）
- SERIES DRAMA 10「夜の長い叫び」（1989年、NHK）
- 水曜グランドロマン「ぼくの病気、ガンなの」（1989年7月19日、日本テレビ）
- 土曜ワイド劇場「北の椿は死を歌う」（1989年12月9日、テレビ朝日）
- シリーズ街「川は泣いている」（1990年、テレビ朝日）
- DRAMA DOS ドラマダス「赤頭巾ちゃんに気をつけて」（1990年、関西テレビ）
- ドラマチック22「パパイラズ 俺たちはこの子のママじゃない!」（1990年8月11日、TBS）